# Arc Independence
Die ARC Independence ist ein Autotransporter der US-amerikanischen Reederei American Roll-on Roll-off Carrier. Gebaut wurde das Schiff als Faust für die schwedische Reederei Wallenius Wilhelmsen und war bei der Indienststellung der größte Autotransporter der Welt.

## Geschichte
Das Schiff wurde unter der Baunummer 4444 auf der Werft Daewoo Shipbuilding & Marine Engineering gebaut. Die Kiellegung erfolgte am 13. November 2006. Das Schiff wurde im Mai 2007 abgeliefert und als Faust in Dienst gestellt. Es hat zwei Schwesterschiffe, die Arc Integrity (ex Fedora) und die Fidelio. Die Schiffe waren bei ihrer Indienststellung die größten Autotransporter der Welt. Seit 2011 betreibt Wallenius Wilhelmsen mit den Schiffen der Mark-V-Klasse noch größere Autotransporter.
2019 wurde das Schiff an die Reederei American Roll-on Roll-off Carrier verkauft und in Arc Independence umbenannt.

## Technische Daten
Das Schiff wird von einem MAN-Dieselmotor des Typs 7S60MC-C angetrieben. Der Motor wirkt auf einen Festpropeller. Das Schiff ist mit einem Bugstrahlruder ausgestattet. Für die Stromerzeugung stehen ein mit 1100 kW Leistung angetriebener Wellengenerator sowie zwei von MAN-Dieselmotoren des Typs 9SL21/31 mit jeweils 1700 kW Leistung angetriebene Generatoren zur Verfügung. Außerdem wurde ein Notgenerator mit 215 kW Leistung verbaut.
Das Schiff ist mit zwei Laderampen ausgestattet. Die Heckrampe kann mit 240 t belastet werden. An Bord stehen 13 Fahrzeugdecks zur Verfügung, die teilweise höhenverstellbar sind.